# Otostigmus telus
Otostigmus telus är en mångfotingart som beskrevs av Chamberlin 1939. Otostigmus telus ingår i släktet Otostigmus och familjen Scolopendridae. Inga underarter finns listade i Catalogue of Life.